# 8 lipca
8 lipca jest 189. (w latach przestępnych 190.) dniem w kalendarzu gregoriańskim. Do końca roku pozostaje 176 dni.

## Święta
- Imieniny obchodzą: Adolf, Adolfa, Adrian, Adriana, Adrianna, Akwila (m.), Chwalimir, Edgar, Elżbieta (data sprzed reformy Martyrologium Rzymskiego, obecnie przeniesione na 4 lipca), Eugeniusz, Falibor, Hadrian, Hadriana, Jan, Kilian, Kiliana, Odeta, Piotr, Prokop, Teobald i Teobalda.
- Wspomnienia i święta w Kościele katolickim[1][2] obchodzą:
  - św. Adrian III (Hadrian III), papież
  - św. Akwila i Pryska
  - Czternastu Świętych Wspomożycieli
  - św. Edgar Spokojny (król Anglii)
  - św. Elżbieta Portugalska (królowa) – do 1969 roku wspominano ją w dniu 8 lipca[3], a obecnie w dniu 4 lipca[4]
  - bł. Eugeniusz III (papież)
  - św. Jan z Dukli (prezbiter)
  - św. Kilian z Würzburga (apostoł Frankonii)
  - bł. Piotr Vigne (prezbiter)
  - bł. Piotr z Amiens (Piotr Eremita), oficjalnie niebeatyfikowany, przywódca I wyprawy ludowej

## Wydarzenia w Polsce
- 1280 – Przemków uzyskał prawa miejskie.
- 1310 – Frombork uzyskał prawa miejskie.
- 1331 – Wojna polsko-krzyżacka: w Malborku zakon krzyżacki uzgodnił z posłami króla Czech Jana Luksemburskiego plan wspólnego najazdu na Polskę. Wojska czeskie miały we wrześniu zaatakować Wielkopolskę od południa, a krzyżackie od północy. Planowana wyprawa zakończyła się niepowodzeniem. Czesi spóźnili się na umówione miejsce spotkania pod Kaliszem, a Krzyżacy podczas odwrotu zostali zaatakowani i ponieśli znaczne straty w bitwie pod Płowcami.
- 1343 – Król Kazimierz III Wielki zawarł pokój kaliski z zakonem krzyżackim.
- 1357 – Łeba uzyskała prawa miejskie.
- 1410 – Wielka wojna z zakonem krzyżackim: Nidzica wraz z zamkiem zostały zajęte bez walki przez wojska króla Władysława II Jagiełły.
- 1460 – Wojna trzynastoletnia: zwycięstwo gdańskich kaprów nad flotą zakonu krzyżackiego w II bitwie u wybrzeży Bornholmu.
- 1589 – Ustawą sejmową została powołana Ordynacja Zamojska.
- 1599 – Poświęcono (nieistniejący już) kościół konwentualny karmelitów w Bydgoszczy.
- 1635 – Poświęcono kościół Świętych Apostołów Piotra i Pawła w Krakowie.
- 1659 – IV wojna polsko-rosyjska: zwycięstwo wojsk polsko-kozacko-tatarskich pod wodzą Iwana Wyhowskiego nad rosyjskimi w bitwie pod Konotopem.
- 1822 – Powstała komisja śledcza do zbadania sprawy Waleriana Łukasińskiego i jego tajnej organizacji Towarzystwo Patriotyczne.
- 1831 – Powstanie listopadowe: zwycięstwo wojsk rosyjskich w bitwie pod Szawlami.
- 1842 – Całkowite zaćmienie Słońca widoczne w południowej Polsce.
- 1869 – Na Wawelu odbył się powtórny pogrzeb szczątków króla Kazimierza III Wielkiego.
- 1896 – We Lwowie zakończono prace nad uważaną za największy obraz o tematyce religijnej na świecie panoramą malarską Golgota autorstwa Jana Styki, Tadeusza Popiela i Zygmunta Rozwadowskiego, obecnie wystawianą w specjalnie zbudowanym budynku w Forrest Lawn Memorial Park w Glendale w Kalifornii.
- 1899 – W stoczni Vulcan w Szczecinie zwodowano japoński krążownik pancerny „Yakumo”.
- 1917 – I wojna światowa: PPS przeszła do opozycji wobec państw centralnych.
- 1920 – Wojna polsko-bolszewicka: w zdobytym przez bolszewików Tarnopolu proklamowano marionetkową Galicyjską Socjalistyczną Republikę Rad.
- 1933 – Polska przystąpiła do tzw. „bloku złotego”. Należące do niego Szwajcaria, Belgia, Holandia, Włochy i Polska pod przewodnictwem Francji, dążyły do dalszego utrzymania waluty opartej na złocie.
- 1935 – Sejm RP uchwalił nową ordynację wyborczą wprowadzającą system większościowy w wyborach parlamentarnych.
- 1940 – Niemcy aresztowali część kierownictwa Polskiego Związku Wolności.
- 1944 – Rząd RP na uchodźstwie upoważnił Delegaturę Rządu na Kraj i Komendę Główną AK do ogłoszenia powstania w Warszawie.
- 1946 – Żołnierze WOP dokonali mordu na 30 ukraińskich mieszkańcach wsi Terka w Bieszczadach.
- 1963 – Premiera filmu kryminalnego Zbrodniarz i panna w reżyserii Janusza Nasfetera.
- 1969 – Premiera komedii filmowej Rzeczpospolita babska w reżyserii Hieronima Przybyła.
- 1975 – Premiera filmu obyczajowego Grzech Antoniego Grudy w reżyserii Jerzego Sztwiertni.
- 1980 – Rozpoczął się strajk w świdnickich zakładach WSK, zapoczątkowujący falę strajków i przemiany polityczne w kraju.
- 1997 – Powódź tysiąclecia: wylała Odra w Raciborzu.
- 2005 – Powołano Prokuratorię Generalną Skarbu Państwa.
- 2008 – W Bydgoszczy rozpoczęły się XII Mistrzostwa Świata Juniorów w Lekkoatletyce.
- 2010 – Prezydent elekt Bronisław Komorowski zrezygnował z mandatu poselskiego i funkcji marszałka Sejmu, a tym samym przestał wykonywać obowiązki prezydenta RP, które przez kilka godzin wypełniał marszałek Senatu Bogdan Borusewicz, a wieczorem, z mocy Konstytucji, obowiązki głowy państwa przejął nowo wybrany marszałek Sejmu Grzegorz Schetyna.
- 2016:
  - Pożar strawił znaczną część oryginalnej więźby dachowej zabytkowej Willi Reinholda Richtera, obecnie siedziby rektoratu Politechniki Łódzkiej.
  - W Warszawie rozpoczął się dwudniowy szczyt NATO.

## Wydarzenia na świecie
- 975 – Edward Męczennik został królem Anglii.
- 1099 – Oblegający Jerozolimę krzyżowcy wzięli udział w uroczystej procesji wokół murów miasta.
- 1167 – Zwycięstwo wojsk bizantyjskich nad węgierskimi w bitwie pod Sirmium.
- 1283 – Nieszpory sycylijskie: flota aragońska pod dowództwem Rogera z Laurii pokonała w bitwie u wybrzeży Malty flotę andegaweńską (neapolską) dowodzoną przez prowansalskich admirałów Wilhelma Cornuta i Bartłomieja Bonvina.
- 1319 – Magnus II został wybrany na króla Szwecji.
- 1401 – Kapituła katedralna podjęła decyzję o wybudowaniu katedry Najświętszej Marii Panny w Sewilli w miejscu dawnego meczetu.
- 1455 – Kunz von Kauffung, Wilhelm von Mosen i Wilhelm von Schönfels uprowadzili dwóch synów elektora saskiego Fryderyka II Łagodnego, Ernesta i Albrechta.
- 1497 – Vasco da Gama wyruszył z portu w Lizbonie w poszukiwaniu drogi morskiej do Indii.
- 1579 – W zgliszczach po wielkim pożarze miasta została odnaleziona cudowna Kazańska Ikona Matki Bożej.
- 1633 – Wojna trzydziestoletnia: zwycięstwo wojsk szwedzkich nad katolickimi wojskami Habsburgów w bitwie pod Oldendorfem.
- 1683 – Wojska mandżurskie zdobyły Peskadory w Cieśninie Tajwańskiej.
- 1689 – Wojna irlandzka: zwycięstwo Jakobitów nad protestantami z Ulsteru w bitwie pod Cornegade.
- 1709 – III wojna północna: car Piotr I Wielki zadał pod Połtawą decydującą klęskę królowi Szwecji Karolowi XII i jego sojusznikowi hetmanowi Mazepie.
- 1714 – Brytyjski parlament powołał Komisję Długości Geograficznej.
- 1716:
  - III wojna północna: flota duńsko-norweska pokonała Szwedów w bitwie pod Dynekilen.
  - Wojna wenecko-turecka: nierozstrzygnięta bitwa morska pod Korfu.
- 1741 – W Enfield w Connecticut protestancki kaznodzieja i teolog Jonathan Edwards wygłosił swe najbardziej znane kazanie Grzesznicy w rękach rozgniewanego Boga.
- 1752 – Owdowiały król Danii Fryderyk V ożenił się z Julianą Marią Brunszwicką.
- 1758 – Brytyjska wojna z Indianami i Francuzami: francuscy obrońcy odparli brytyjski atak na Fort Carillon.
- 1760 – Brytyjska wojna z Indianami i Francuzami: zwycięstwo Brytyjczyków w bitwie nad rzeką Ristigouche.
- 1776 – W Filadelfii po uderzeniach w Dzwon Wolności odczytano publicznie Deklarację Niepodległości Stanów Zjednoczonych.
- 1777 – Republika Vermontu przyjęła konstytucję, która jako pierwsza zniosła niewolnictwo na części obszaru USA.
- 1809 – V koalicja antyfrancuska: zwycięstwo wojsk austriackich nad francuskimi w bitwie pod Gefrees.
- 1815 – Ludwik XVIII powrócił do Paryża.
- 1833 – Rosja i Imperium Osmańskie zawarły Traktat Unkiar-Iskielessi.
- 1848 – Anton von Doblhoff-Dier został premierem Cesarstwa Austriackiego.
- 1853 – Komandor Matthew Perry, dowódca marynarki wojennej USA, wpłynął czterema statkami do Zatoki Tokijskiej i zażądał pod groźbą użycia nowych dział Paixhans, w które wyposażone były jego okręty, aby Japonia otworzyła się na handel z Zachodem, zrywając z polityką izolacjonizmu (sakoku).
- 1859 – Karol XV został królem Szwecji i Norwegii.
- 1864 – Miał miejsce tzw. incydent w gospodzie Ikedaya w japońskim Kioto.
- 1866 – Wojna prusko-austriacka: wojska pruskie wkroczyły bez walki do Pragi.
- 1889 – Ukazało się pierwsze wydanie amerykańskiego dziennika „Wall Street Journal”.
- 1892 – Pożar zniszczył miasto Saint John’s na Nowej Fundlandii.
- 1901 – Założono peruwiański klub piłkarski Cienciano Cuzco.
- 1908 – Francuzka Thérèse Peltier odbyła w Turynie pierwszy w historii kobiecy przelot samolotem (jako pasażerka).
- 1909 – Premiera amerykańskiego filmu Wiejski lekarz w reżyserii Davida Warka Griffitha.
- 1911 – Burbank w Kalifornii uzyskało prawa miejskie.
- 1918 – I wojna światowa: Ernest Hemingway, służący na froncie włoskim jako kierowca Czerwonego Krzyża, został ciężko zraniony odłamkami pocisku moździerzowego.
- 1919 – Vlastimil Tusar został premierem Czechosłowacji.
- 1920 – W zajętym przez bolszewików Kijowie utworzono marionetkowy Galicyjski Komitet Rewolucyjny.
- 1932 – Wielki kryzys: indeks Dow Jones na nowojorskiej giełdzie osiągnął najniższy poziom w historii (41,22 pkt).
- 1937 – Japonia wypowiedziała wojnę Chinom.
- 1941 – Dyktator marszałek Ion Antonescu podjął decyzję o deportowaniu Żydów z Rumunii.
- 1943 – Po śmierci gen. Władysława Sikorskiego Naczelnym Wodzem Polskich Sił Zbrojnych został gen. Kazimierz Sosnkowski.
- 1944:
  - Bitwa o Atlantyk: w Zatoce Biskajskiej niemiecki okręt podwodny U-243 został zbombardowany i zatopiony przez kanadyjską łódź latającą Short Sunderland, w wyniku czego zginęło 11 spośród 49 członków załogi.
  - Niemcy dokonali ostatecznej likwidacji kowieńskiego getta.
  - Polski lekki krążownik ORP „Dragon” został zaatakowany na La Manche przez niemiecką żywą torpedę „Neger“. W wyniku eksplozji zginęło 37 członków załogi, a 14 zostało rannych.
- 1945 – W obozie jenieckim w Salinie w amerykańskim stanie Utah szeregowiec Clarence V. Bertucci zastrzelił 9 i zranił 19 niemieckich jeńców wojennych.
- 1947:
  - Dokonano oblotu samolotu pasażerskiego Boeing 377 Stratocruiser.
  - Przed Międzynarodowym Trybunałem Wojskowym w Norymberdze rozpoczął się proces dowódców na Bałkanach.
- 1948:
  - I wojna izraelsko-arabska: wojska izraelskie rozpoczęły operację „Dekel“ przeciwko siłom Arabskiej Armii Wyzwoleńczej w rejonie Nazaretu.
  - Dokonano oblotu bombowca Ił-28.
  - W Litewskiej SRR upaństwowiono domy modlitw wszystkich wyznań, budowle sakralne i obiekty kultu. Rozpoczął się ideologiczny atak na litewski Kościół katolicki.
- 1949 – W Południowej Afryce weszła w życie ustawa o zakazie małżeństw mieszanych.
- 1950:
  - W Monachium założono Instytut Badań nad Historią i Kulturą ZSRR.
  - Wojna koreańska: zwycięstwo wojsk północnokoreańskich nad amerykańskimi w bitwie pod Cheonan.
  - Założono meksykański klub piłkarski Querétaro FC.
- 1954 – Płk Carlos Castillo Armas został prezydentem Gwatemali.
- 1963 – Założono klub piłkarski PAS Teheran.
- 1964 – Były piłkarz Joe Gaetjens został uprowadzony i zamordowany przez haitańską tajną policję Tonton Macoute.
- 1965:
  - 52 osoby zginęły w katastrofie samolotu DC-6 należącego do Canadian Pacific Airlines w kanadyjskiej prowincji Kolumbia Brytyjska.
  - Odbywający karę 30 lat pozbawienia wolności za współudział w „napadzie stulecia” z 1963 roku Ronnie Biggs uciekł z więzienia Wandsworth w Londynie.
  - W trakcie przypadkowego spotkania na plaży w dzielnicy Los Angeles Venice, znający się już wcześniej ze szkoły filmowej Jim Morrison i Ray Manzarek podjęli decyzję o założeniu grupy The Doors.
- 1966 – Ntare V Ndizeye został władcą (mwami) Burundi.
- 1967 – Założono Uniwersytet Hacettepe w Ankarze.
- 1968 – Dokonano oblotu radzieckiego samolotu pasażersko-transportowego Be-30.
- 1974 – Rudolf Kirchschläger został prezydentem Austrii.
- 1976 – Powstała Europejska Partia Ludowa.
- 1982:
  - Doszło do nieudanego zamachu na Saddama Husajna w szyickim mieście Dudżail. W odwecie wojsko dokonało masakry mieszkańców.
  - W półfinale rozgrywanych w Hiszpanii XII Mistrzostw Świata w Piłce Nożnej Polska przegrała z Włochami 0:2.
- 1986 – Kurt Waldheim został prezydentem Austrii.
- 1988 – Zakończono produkcję samochodu osobowego Moskwicz 2140.
- 1989:
  - Carlos Saúl Menem został prezydentem Argentyny.
  - W marokańskiej Casablance zaczęły się I Igrzyska frankofońskie.
- 1990 – W finale rozgrywanych we Włoszech XIV Mistrzostw Świata w Piłce Nożnej RFN pokonała Argentynę 1:0.
- 1992 – Thomas Klestil został prezydentem Austrii.
- 1996:
  - Rozpoczęła się misja STS-65 wahadłowca Columbia.
  - Szef rządzącej junty wojskowej płk Ibrahim Baré Maïnassara wygrał wybory prezydenckie w Nigrze.
- 1997 – Węgry, Czechy i Polska zostały zaproszone do NATO.
- 1999 – Vaira Vīķe-Freiberga została pierwszą kobietą-prezydentem Łotwy.
- 2002 – Zakończyła działalność Organizacja Jedności Afrykańskiej, zastąpiona przez Unię Afrykańską.
- 2003:
  - 117 osób zginęło w katastrofie należącego do Sudan Airways Boeinga 737 w Port Sudan.
  - Uruchomiono Wikipedię hebrajskojęzyczną i Wikipedię węgierskojęzyczną.
- 2004 – Heinz Fischer został prezydentem Austrii.
- 2006 – Rozpoczęła się I podróż apostolska papieża Benedykta XVI do Hiszpanii.
- 2007:
  - Valdis Zatlers został prezydentem Łotwy.
  - W Seattle został zaprezentowany Boeing 787 Dreamliner.
- 2010:
  - Agentka rosyjskiego wywiadu Anna Chapman została deportowana z USA do Rosji w ramach wymiany więźniów.
  - Iveta Radičová została pierwszą kobietą-premierem Słowacji.
- 2011:
  - Andris Bērziņš został prezydentem Łotwy.
  - Rozpoczęła się misja STS-135 wahadłowca Atlantis, ostatnia w programie lotów kosmicznych NASA.
  - W katastrofie lotu Hewa Bora Airways 952 w Kisangani (Demokratyczna Republika Konga) zginęły 74 osoby spośród 118 znajdujących się na pokładzie.
- 2014 – W rozegranym w brazylijskim Belo Horizonte meczu półfinałowym XX Mistrzostw Świata w Piłce Nożnej Brazylia-Niemcy (1:7), niemiecki napastnik Miroslav Klose strzelił swego 16. gola i został samodzielnym liderem klasyfikacji najlepszych strzelców w historii w turniejach tej rangi.
- 2015 – Raimonds Vējonis został prezydentem Łotwy.
- 2018 – W wyniku wykolejenia pociągu w Çorlu w europejskiej części Turcji zginęły 24 osoby, a 318 zostało rannych, w tym 42 ciężko.
- 2022 – Podczas przemówienia na wiecu wyborczym w mieście Nara został dwukrotnie postrzelony były premier Japonii Shinzō Abe, w wyniku czego zmarł kilka godzin później w szpitalu.
- 2023 – Edgars Rinkēvičs został prezydentem Łotwy.

- 2024 – Inwazja Rosji na Ukrainę: Rosja przeprowadziła zmasowany atak rakietowy, uderzając w budynki mieszkalne i infrastrukturę cywilną w miastach całej Ukrainy, w tym w szpital dziecięcy Ochmatdyt w Kijowie. W wyniku ataków zginęło co najmniej 41 osób, a 190 zostało rannych.

## Astronomia
- 1979 – Została odkryta Adrastea, jeden z księżyców Jowisza.

## Urodzili się
- 1478 – Gian Giorgio Trissino, włoski humanista, poeta, dramaturg, dyplomata (zm. 1550)
- 1528 – Emanuel Filibert, książę Sabaudii (zm. 1580)
- 1538 – Alberto Bolognetti, włoski duchowny katolicki, biskup Massy Marittimy, nuncjusz apostolski, kardynał (zm. 1585)
- 1545 – Don Carlos, książę Asturii (zm. 1568)
- 1593 – Artemisia Gentileschi, włoska malarka (zm. 1652)
- 1621:
  - Jean de La Fontaine, francuski bajkopisarz (zm. 1695)
  - Eleonora Krystyna Oldenburg, duńska arystokratka, pamiętnikarka (zm. 1698)
- 1637 – Johann Georg Ebeling, niemiecki kompozytor (zm. 1676)
- 1647 – Frances Teresa Stewart, angielska arystokratka (zm. 1702)
- 1680 – Joseph Dominicus von Lamberg, austriacki duchowny katolicki, biskup Seckau i Pasawy, kardynał (zm. 1761)
- 1698 – Nicolò Maria Antonelli, włoski kardynał (zm. 1767)
- 1724 – Jan Nepomucen Karol Liechtenstein, książę Liechtensteinu (zm. 1748)
- 1752 – Morton Eden, brytyjski arystokrata, dyplomata (zm. 1830)
- 1760:
  - Christian Kramp, francuski matematyk, wykładowca akademicki (zm. 1826)
  - Ignacy Miączyński, polski szlachcic, polityk (zm. 1809)
- 1766 – Dominique-Jean Larrey, francuski chirurg (zm. 1842)
- 1775 – (lub 3 grudnia) Jakub Szymkiewicz, polski lekarz, filantrop, pisarz (zm. 1818)
- 1781 – Tom Cribb, brytyjski bokser (zm. 1848)
- 1792 – Teresa Sachsen-Hildburghausen, królowa Bawarii (zm. 1854)
- 1808 – George Robert Gray, brytyjski zoolog (zm. 1872)
- 1819:
  - Vatroslav Lisinski, chorwacki kompozytor (zm. 1854)
  - Francis Leopold McClintock, brytyjski żeglarz, badacz, admirał (zm. 1907)
- 1824 – Włodzimierz Krzyżanowski, amerykański generał, polityk, administrator Alaski pochodzenia polskiego (zm. 1887)
- 1826 – Antoni Brownsford, polski rolnik, redaktor, publicysta (zm. 1899)
- 1830:
  - Aleksandra z Saksonii-Altenburga, księżna rosyjska (zm. 1911)
  - Karl Emil Krummacher, niemiecki teolog kalwiński (zm. 1899)
- 1831 – John S. Pemberton, amerykański farmaceuta, twórca receptury Coca-Coli (zm. 1888)
- 1838 – Ferdinand von Zeppelin, niemiecki konstruktor sterowców (zm. 1917)
- 1839:
  - John D. Rockefeller, amerykański przedsiębiorca, filantrop (zm. 1937)
  - Jan Chrzciciel Scalabrini, włoski duchowny katolicki, biskup Piacenzy, błogosławiony (zm. 1905)
- 1840:
  - Manuel José de Arriaga, portugalski prawnik, polityk, premier Portugalii (zm. 1917)
  - August Leskien, niemiecki językoznawca, slawista (zm. 1916)
- 1841 – Johann Carl Weck, niemiecki przedsiębiorca (zm. 1914)
- 1843 – Rudolf Chrobak, austriacki ginekolog pochodzenia czeskiego (zm. 1910)
- 1845 – Al Swearengen, amerykański przestępca, sutener (zm. 1904)
- 1846 – Klotylda Maria Sachsen-Coburg-Saalfeld, arcyksiężna austriacka (zm. 1927)
- 1847 – František Křižík, czeski wynalazca (zm. 1941)
- 1849 – Edward Marjoribanks, brytyjski arystokrata, polityk (zm. 1909)
- 1851 – Arthur Evans, brytyjski archeolog (zm. 1941)
- 1857:
  - Alfred Binet, francuski psycholog (zm. 1911)
  - John Templeton Bowen, amerykański dermatolog (zm. 1940)
- 1858 – Frederick W. True, amerykański biolog, muzealnik (zm. 1914)
- 1859:
  - Ottilie von Bistram, niemiecka działaczka społeczna, podróżniczka (zm. 1931)
  - Jan Duklan Słonecki, polski ziemianin, polityk (zm. 1896)
- 1861:
  - Feliks Jasieński, polski krytyk sztuki, kolekcjoner (zm. 1929)
  - Maria Magdalena Radziwiłłowa, białoruska działaczka narodowa, filantropka (zm. 1945)
- 1867 – Käthe Kollwitz, niemiecka rzeźbiarka, malarka (zm. 1945)
- 1871 – Walter Breisky, austriacki polityk, kanclerz Austrii (zm. 1944)
- 1873 – Carl Vaugoin, austriacki polityk, kanclerz Austrii (zm. 1949)
- 1876:
  - Aleksandros Papanastasiu, grecki polityk, premier Grecji (zm. 1936)
  - Anna Strzelińska, polska szarytka (zm. 1964)
- 1877 – Elin Pelin, bułgarski pisarz (zm. 1949)
- 1882 – Percy Grainger, australijski kompozytor, pianista (zm. 1961)
- 1883 – Edward Grabski, polski ziemianin, rotmistrz, działacz społeczny, przemysłowiec (zm. 1951)
- 1885:
  - Ernst Bloch, niemiecki filozof (zm. 1977)
  - Paul Leni, niemiecki reżyser filmowy (zm. 1929)
- 1886 – Karol Rudolf, polski generał, prawnik, polityk, działacz sportowy (zm. 1952)
- 1889:
  - Eugene Pallette, amerykański aktor (zm. 1954)
  - Nikola Petkow, bułgarski polityk (zm. 1947)
  - Adam Staniszewski, polski działacz niepodległościowy, taternik i oficer (zm. 1940)
- 1890:
  - Aleksander Birkenmajer, polski historyk nauk ścisłych i filozofii, bibliotekoznawca (zm. 1967)
  - Walter Hasenclever, niemiecki poeta, dramaturg (zm. 1940)
  - Hanns Johst, niemiecki pisarz nazistowski (zm. 1978)
  - Marcello Labor, włoski duchowny katolicki, lekarz, pisarz, Sługa Boży (zm. 1954)
  - Stanton Macdonald-Wright, amerykański malarz, muralista (zm. 1973)
  - Ödön Téry, węgierski gimnastyk (zm. 1981)
  - Luis Usera Bugallal, hiszpański działacz piłkarski (zm. 1958)
- 1891:
  - Josef Hora, czeski poeta (zm. 1945)
  - Tichon (Radovanović), serbski biskup prawosławny (zm. 1951)
- 1892:
  - Richard Aldington, brytyjski pisarz, poeta, krytyk literacki (zm. 1962)
  - Dean O’Banion, amerykański gangster pochodzenia irlandzkiego (zm. 1924)
  - Jerzy Schoen-Wolski, polski kapitan (zm. 1940)
- 1893:
  - Władysław Baczyński, polski polityk komunistyczny, poseł na Sejm RP (zm. 1937)
  - Marceli Nowotko, polski działacz komunistyczny, pierwszy sekretarz PPR (zm. 1942)
  - Fritz Perls, amerykański psycholog pochodzenia niemiecko-żydowskiego (zm. 1970)
- 1894 – Carlo Ludovico Bragaglia, włoski reżyser i scenarzysta filmowy (zm. 1998)
- 1895:
  - Jan Olaf Chmielewski, polski architekt, urbanista (zm. 1974)
  - Arthur C. Miller, amerykański operator filmowy (zm. 1970)
  - Roman Stopa, polski językoznawca, afrykanista, esperantysta (zm. 1995)
  - Igor Tamm, rosyjski fizyk, laureat Nagrody Nobla (zm. 1971)
- 1896 – Jan Kruczek, polski kapitan piechoty (zm. 1938)
- 1897:
  - Isabelino Gradín, urugwajski piłkarz, lekkoatleta (zm. 1944)
  - Johannes Kaiv, estoński dyplomata (zm. 1965)
- 1898:
  - Ernő Gerő, węgierski polityk, działacz komunistyczny, sekretarz generalny Komunistycznej Partii Węgier (zm. 1980)
  - Władysław Łubieński, polski kapitan broni pancernych, działacz niepodległościowy  (zm. 1965)
  - Wasilij Nowikow, radziecki generał porucznik (zm. 1965)
- 1899:
  - Andrzej Osiecimski-Czapski, polski porucznik, hokeista, wioślarz, działacz sportowy (zm. 1976)
  - Trankwilin Ubiarco Robles, meksykański duchowny katolicki, męczennik, święty (zm. 1928)
- 1900:
  - George Antheil, amerykański kompozytor, pianista, wynalazca pochodzenia niemieckiego (zm. 1959)
  - Leonard Antoon Hubert Peters, holenderski polityk, pierwszy gubernator Antyli Holenderskich (zm. 1984)
- 1901:
  - Andrzej Honowski, polski filmowiec, żołnierz AK (zm. 1943)
  - Otto von Wächter, austriacki prawnik, polityk nazistowski, oficer SS (zm. 1949)
- 1902 – Gwendolyn B. Bennett, amerykańska poetka, dziennikarka, malarka (zm. 1981)
- 1903:
  - Grace McKenzie, brytyjska pływaczka (zm. 1988)
  - Jan Schiavo, włoski duchowny katolicki, misjonarz, błogosławiony (zm. 1967)
- 1904:
  - Henri Cartan, francuski matematyk, wykładowca akademicki (zm. 2008)
  - Eugeniusz Szermentowski, polski dziennikarz, publicysta, pisarz (zm. 1970)
  - Józef Wąsik, polski pocztowiec (zm. 1939)
- 1905:
  - Leonid Amalrik, rosyjski twórca filmów animowanych (zm. 1997)
  - Zofia Małynicz, polska aktorka (zm. 1988)
  - Eugeniusz Smoliński, polski żołnierz AK (zm. 1949)
- 1906:
  - Philip Johnson, amerykański architekt, historyk sztuki (zm. 2005)
  - Adam Lewandowski, polski działacz partyjny, przewodniczący MRN w Toruniu (zm. 1992)
- 1907 – Ołeh Olżycz, ukraiński poeta, archeolog, działacz nacjonalistyczny (zm. 1944)
- 1908:
  - Louis Jordan, amerykański muzyk jazzowy, bluesowy i rhythmandbluesowy (zm. 1975)
  - Marcel Pinel, francuski piłkarz (zm. 1968)
  - Harald Reinl, niemiecki reżyser filmowy (zm. 1986)
  - Nelson Rockefeller, amerykański polityk, wiceprezydent USA (zm. 1979)
  - Boris Vildé, francuski lingwista, etnolog, działacz ruchu oporu pochodzenia rosyjskiego (zm. 1942)
- 1909:
  - Eliasz Rajzman, polski poeta pochodzenia żydowskiego (zm. 1975)
  - Antoni Władyczański, radziecki generał major pochodzenia polskiego (zm. 1978)
- 1910:
  - Tadeusz Koral, polski podpułkownik, polityk, poseł na Sejm Ustawodawczy, wicewojewoda olsztyński (zm. 2000)
  - Gerard Linke, polski pilot szybowcowy, nauczyciel, harcmistrz ZHP (zm. 1939)
- 1911 – Grzegorz Frąckowiak, polski werbista, męczennik, błogosławiony (zm. 1943)
- 1912:
  - Janina Bielecka, polska historyk, archiwistka (zm. 2006)
  - Jerzy Domiński, polski polityk, poseł na Sejm PRL (zm. 1981)
  - Gawrił Weresow, białoruski szachista (zm. 1979)
  - Maria Wine, duńsko-szwedzka poetka, pisarka (zm. 2003)
- 1913 – Bill Thompson, amerykański aktor (zm. 1971)
- 1914:
  - Billy Eckstine, amerykański muzyk i wokalista jazzowy (zm. 1993)
  - Sándor Tátrai, węgierski piłkarz, trener (zm. 1970)
  - François Vignole, francuski narciarz alpejski (zm. 1992)
- 1915 – Wiktor Lach, polski kapitan AK (zm. 1968)
- 1916:
  - Branko Ćirlić, serbski slawista, tłumacz (zm. 2017)
  - Kjell Holmström, szwedzki bobsleista (zm. 1999)
- 1917:
  - Pamela Brown, brytyjska aktorka (zm. 1975)
  - Michaił Diewiatajew, radziecki pilot wojskowy, as myśliwski (zm. 2002)
  - Faye Emerson, amerykańska aktorka (zm. 1983)
  - Hans Grünberg, niemiecki pilot wojskowy, as myśliwski (zm. 1998)
- 1918 – Virgilio Corbo, włoski franciszkanin, archeolog, palestynolog (zm. 1991)
- 1919:
  - Mickey Carroll, amerykański aktor (zm. 2009)
  - Zofia Celińska, polska ekonomistka, Sprawiedliwa wśród Narodów Świata (zm. 2016)
  - Walter Scheel, niemiecki polityk, minister spraw zagranicznych, prezydent Niemiec (zm. 2016)
- 1920:
  - Zdzisław Baszak, polski wojskowy, generał brygady, żołnierz AK, działacz kombatancki (zm. 2024)
  - Godtfred Kirk Christiansen, duński przedsiębiorca (zm. 1995)
- 1921:
  - Elżbieta Korompay, polska harcerka, łączniczka AK pochodzenia węgierskiego (zm. 1943)
  - Elżbieta Miłanczówna, polska poetka (zm. 2003)
  - John Money, nowozelandzko-amerykański psycholog, seksuolog (zm. 2006)
  - Edgar Morin, francuski filozof, socjolog, politolog pochodzenia żydowskiego
- 1922:
  - Tadeusz Forowicz, polski artysta plastyk, architekt wnętrz (zm. 2013)
  - Ludwika Press, polska archeolog, wykładowczyni akademicka (zm. 2006)
- 1923:
  - Val Bettin, amerykański aktor (zm. 2021)
  - Harrison Dillard, amerykański lekkoatleta, sprinter i płotkarz (zm. 2019)
  - Dragoljub Janošević, serbski szachista (zm. 1993)
  - John P. Wilson, irlandzki nauczyciel, polityk (zm. 2007)
- 1924:
  - Penait Călcâi, rumuński strzelec sportowy (zm. 1976)
  - Franciszek Spoto, włoski zakonnik, misjonarz, męczennik, błogosławiony (zm. 1964)
  - Zbigniew Wyszyński, polski historyk filmu, wykładowca akademicki (zm. 2001)
- 1925:
  - Marco Cé, włoski duchowny katolicki, patriarcha Wenecji, kardynał (zm. 2014)
  - Fernand Decanali, francuski kolarz szosowy i torowy (zm. 2017)
  - Jiří Ruml, czeski dziennikarz, działacz opozycji antykomunistycznej (zm. 2004)
  - Alina Surmacka-Szcześniak, amerykańska chemik (zm. 2016)
- 1926:
  - John Dingell, amerykański polityk (zm. 2019)
  - Elisabeth Kübler-Ross, amerykańska lekarka pochodzenia szwajcarskiego (zm. 2004)
  - Juanito Navarro, hiszpański aktor (zm. 2011)
  - William L. Read, amerykański wiceadmirał (zm. 2007)
- 1927:
  - Willy De Clercq, brytyjski prawnik, polityk (zm. 2011)
  - Gieorgij Murawlow, rosyjski pianista (zm. 2012)
- 1928:
  - Jos Dupré, belgijski prawnik, redaktor, samorządowiec, polityk, burmistrz Westerlo, przewodniczący Izby Reprezentantów (zm. 2021)
  - Finn Haunstoft, duński kajakarz, kanadyjkarz (zm. 2008)
  - Mark Herron, amerykański aktor (zm. 1996)
- 1929:
  - Paolo Gillet, włoski duchowny katolicki, biskup pomocniczy Albano
  - Milena Greppi, włoska lekkoatletka, płotkarka i sprinterka (zm. 2016)
  - Borivoje Vukov, jugosłowiański zapaśnik (zm. 2010)
- 1930:
  - Mustafa Hamid Mansur, egipski zapaśnik (zm. 1982)
  - Franciszek Starowieyski, polski malarz, grafik, scenograf (zm. 2009)
  - Zenon Stefaniuk, polski bokser (zm. 1985)
  - Sławomir Złotek-Złotkiewicz, polski koszykarz (zm. 1978)
- 1931:
  - Willy Fossli, norweski piłkarz (zm. 2017)
  - Thorvald Stoltenberg, norweski polityk, dyplomata (zm. 2018)
- 1933 – Peter Orlovsky, amerykański poeta (zm. 2010)
- 1934 – Marty Feldman, brytyjski aktor, reżyser filmowy (zm. 1982)
- 1935:
  - Roar Johansen, norweski piłkarz (zm. 2015)
  - Witalij Siewastjanow, rosyjski kosmonauta, szachista, sędzia i działacz szachowy (zm. 2010)
- 1936 – Rudolf de Korte, holenderski polityk, minister gospodarki i spraw wewnętrznych, wicepremier (zm. 2020)
- 1937:
  - Kazimiera Goławska, polska działaczka samorządowa
  - Gérard Mulumba, kongijski duchowny katolicki, biskup Mweka (zm. 2020)
  - Genadiusz (Zerwos), grecki duchowny prawosławny, biskup Kratei, metropolita Włoch i Malty (zm. 2020)
- 1938:
  - Jerzy Kamas, polski aktor (zm. 2015)
  - Andrzej Kiciński, polski architekt, urbanista (zm. 2008)
  - Andriej Miagkow, rosyjski aktor (zm. 2021)
- 1939:
  - Albert Fasina, nigeryjski duchowny katolicki, biskup Ijebu-Ode
  - Baldur Preiml, austriacki skoczek narciarski, trener, działacz sportowy (zm. 2025)
  - Jan Tkocz, polski geograf, wykładowca akademicki
  - Anna Zimina, rosyjska lekkoatletka, biegaczka średniodystansowa
- 1940:
  - Masaaki Kaneko, japoński zapaśnik
  - Joe B. Mauldin, amerykański kontrabasista rockowy (zm. 2015)
  - Jadwiga Nowakowska, polska polityk, poseł na Sejm PRL
  - Jan Rozmarynowski, polski fotoreporter sportowy (zm. 2024)
- 1941:
  - Michel Bechet, francuski kolarz szosowy (zm. 2019)
  - Michel Charasse, francuski prawnik, polityk, minister do spraw budżetu (zm. 2020)
  - Masayuki Minami, japoński siatkarz (zm. 2000)
- 1942:
  - Gerd Meyer, niemiecki politolog, historyk, germanista, wykładowca akademicki
  - Nikoła Sawow, bułgarski bokser
- 1943:
  - Stanisław Koziej, polski generał brygady
  - Rainer Kuchta, polski piłkarz
  - Ricardo Pavoni, urugwajski piłkarz
  - Ri Chun Hi, północnokoreańska aktorka, dziennikarka
  - Harbinder Singh, indyjski hokeista na trawie
  - Jacek Smagowicz, polski działacz opozycji antykomunistycznej (zm. 2022)
- 1944 – Jeffrey Tambor, amerykański aktor, komik, reżyser
- 1945:
  - Micheline Calmy-Rey, szwajcarska polityk, prezydent Szwajcarii
  - Stanisław Gębicki, polski duchowny katolicki, biskup pomocniczy włocławski
  - Jerzy Kopaczewski, polski kardiolog, polityk, senator RP
- 1946:
  - Czesław Cieślak, polski polityk, poseł na Sejm RP
  - Jacek Prosiński, polski operator filmowy
  - Tadeusz Rzemykowski, polski ekonomista, polityk, senator RP (zm. 2022)
  - Isaías Samakuva, angolski polityk
  - Jan Szwarc, polski nauczyciel, samorządowiec, polityk, poseł na Sejm RP
- 1947:
  - Mehmed Alagić, bośniacki generał (zm. 2003)
  - Kim Darby, amerykańska aktorka
  - Samuel Edward Konkin, amerykański libertarianin, anarchokapitalista (zm. 2004)
  - Gary Kurfirst, amerykański menedżer, odkrywca talentów (zm. 2009)
  - Konrad Ratyński, polski basista, członek zespołu Skaldowie
  - Chrisula Saatsoglu-Paliadeli, grecka archeolog, polityk
- 1948:
  - Godehard Brysch, niemiecki lekkoatleta, średniodystansowiec
  - Janusz Nazaruk, polski polityk, poseł na Sejm PRL
  - Joseph Shipandeni Shikongo, namibijski duchowny katolicki, wikariusz apostolski Rundu
  - Slobodan Šnajder, chorwacki pisarz, publicysta
- 1949:
  - Ryszard Stanisław Dziura, polski duchowny katolicki, teolog (zm. 2016)
  - Christina Heinich, niemiecka lekkoatletka, sprinterka
  - Stepanka Mayer, niemiecka szachistka pochodzenia czeskiego
- 1950:
  - Benno Stops, niemiecki lekkoatleta, sprinter
  - Krzysztof Szymański, polski prawnik, adwokat, samorządowiec, przewodniczący sejmiku lubuskiego
- 1951:
  - Anjelica Huston, amerykańska aktorka, reżyserka filmowa i telewizyjna
  - Adalberto Martínez, paragwajski duchowny katolicki, biskup Villarrica del Espíritu Santo
  - Krystyna de Massy, członkini monakijskiej rodziny książęcej (zm. 1989)
- 1952:
  - Ahmad Nazif, egipski polityk, premier Egiptu
  - Mirosław Rybaczewski, polski siatkarz
  - Karen Szachnazarow, rosyjski reżyser, scenarzysta i producent filmowy
  - Ulrich Wehling, niemiecki kombinator norweski
- 1953:
  - Roma Buharowska, polska piosenkarka, aktorka
  - Marek Car, polski dziennikarz (zm. 1997)
  - Ferenc Kocsis, węgierski zapaśnik
- 1954:
  - Hallstein Bøgseth, norweski kombinator norweski
  - Teofan (Galinski), rosyjski duchowny prawosławny, arcybiskup berliński i niemiecki (zm. 2017)
- 1955:
  - Gillian Cowley, zimbabwejska hokeistka na trawie
  - Anna Mazurkiewicz, polska dziennikarka, pisarka
  - Susan Price, brytyjska pisarka
- 1956:
  - Jean-René Bernaudeau, francuski kolarz szosowy
  - Mirosław Drzewiecki, polski prawnik, przedsiębiorca, polityk, poseł na Sejm RP, minister sportu i turystyki
  - Millard Hampton, amerykański lekkoatleta, sprinter
- 1957 – Wanda Kwietniewska, polska wokalistka, członkini zespołów Lombard i Wanda i Banda
- 1958:
  - Kevin Bacon, amerykański aktor, reżyser i producent filmowy
  - Andreas Carlgren, szwedzki polityk
  - Cippi Liwni, izraelska polityk
- 1959:
  - Isabelo Abarquez, filipiński duchowny katolicki, biskup Calbayog
  - Robert Knepper, amerykański aktor
  - Petr Kotvald, czeski piosenkarz, producent muzyczny, aktor, tancerz
  - Leszek Kucharski, polski tenisista stołowy
- 1960:
  - Erio Castellucci, włoski duchowny katolicki, arcybiskup Modeny-Nonantoli
  - William Joensen, amerykański duchowny katolicki, biskup Des Moines
  - Hanspeter Kyburz, szwajcarski kompozytor
  - Andrzej Maciejczak, polski neurochirurg, wykładowca akademicki (zm. 2025)
  - Susanne Nielsson, duńska pływaczka
  - Andreas Schröder, niemiecki zapaśnik
  - Jeff Stork, amerykański siatkarz
- 1961:
  - Andrew Fletcher, brytyjski basista, keyboardzista, wokalista, członek zespołów Depeche Mode i Client (zm. 2022)
  - Marek Horabik, polski zapaśnik (zm. 2017)
  - Wiktor Jędrzejec, polski grafik (zm. 2019)
  - Janusz Nawrocki, polski piłkarz
  - Katarzyna Pawlak, polska aktorka (zm. 2023)
  - Wally Pfister, amerykański operator filmowy, reżyser filmów reklamowych
- 1962:
  - Piotr Baron, polski dziennikarz radiowy
  - Jan Erixon, szwedzki hokeista, trener
  - Johan Gielis, belgijski matematyk
  - Ivan Jovanović, serbski piłkarz, trener
  - Joan Osborne, amerykańska piosenkarka
- 1963:
  - Bob Ctvrtlik, amerykański siatkarz
  - Michael Cuesta, amerykański reżyser filmowy i telewizyjny
  - Janusz Góra, polski piłkarz
- 1964:
  - Durrant Brown, jamajski piłkarz
  - Aleksiej Gusarow, rosyjski hokeista, trener i działacz hokejowy
  - Jérôme Rivière, francuski samorządowiec, polityk, eurodeputowany
- 1965:
  - Monique de Bruin, holenderska kolarka szosowa i torowa
  - Ahmed El-Kass, egipski piłkarz
  - Hassan Nader, marokański piłkarz
  - Corey Parker, amerykański aktor
  - Lee Tergesen, amerykański aktor
- 1966:
  - Leszek Bebło, polski lekkoatleta, maratończyk
  - Marek Horczyczak, polski prezenter telewizyjny
- 1967:
  - Jan Kowal, polski skoczek narciarski
  - Seo Hyang-soon, południowokoreańska łuczniczka
  - Klaus Tschütscher, liechtensteiński polityk, premier Liechtensteinu
- 1968:
  - Billy Crudup, amerykański aktor
  - Tomasz Dziubiński, polski piłkarz
  - Piotr Grabowski, polski aktor
  - Alfonso Rueda, hiszpański prawnik, polityk, prezydent Galicji
- 1969:
  - Eva Háková, czeska biathlonistka
  - Dariusz Król, polski dziennikarz
  - Wojciech Owczarek, polski perkusista, członek zespołu IRA
  - Sugizo, japoński gitarzysta, członek zespołów: X JAPAN, Juno Reactor i LUNA SEA
- 1970:
  - Christof Arnold, niemiecki aktor
  - Beck Hansen, amerykański piosenkarz, muzyk, kompozytor
  - Mark Butler, australijski polityk
  - George Fisher, amerykański muzyk, wokalista, członek zespołów: Cannibal Corpse, Paths of Possession i Monstrosity
  - Todd Martin, amerykański tenisista
  - Lisa Powell, australijska hokeistka na trawie
  - Lia van Schie, holenderska łyżwiarka szybka
  - Andreas Schwaller, szwajcarski curler
- 1971:
  - Frank Holzke, niemiecki szachista
  - Amanda Peterson, amerykańska aktorka (zm. 2015)
- 1972:
  - Dawit Dżanaszia, gruziński piłkarz
  - Artur Gomółka, polski hokeista (zm. 2011)
  - Məmmədsalam Haciyev, azerski i rosyjski zapaśnik
  - Jacek Kaczmarek, polski dziennikarz
  - Gulnora Karimova, uzbecka polityk, projektantka mody, śpiewaczka
  - Wiktor Michalewski, izraelski szachista pochodzenia białoruskiego
  - Paweł Pudłowski, polski przedsiębiorca, polityk, poseł na Sejm RP
- 1973:
  - Iwona Daniluk, polska biathlonistka
  - Ian Freeman, brytyjski judoka
  - Jozef Kožlej, słowacki piłkarz
  - Daniel Lipšic, słowacki prawnik, polityk
  - Kathleen Robertson, kanadyjska aktorka
  - Agnieszka Sitek, polska aktorka
  - Mirosława Stachowiak-Różecka, polska działaczka samorządowa, polityk, poseł na Sejm RP
  - Wałerij Załużny, ukraiński generał
- 1974:
  - Elvir Baljić, bośniacki piłkarz
  - Żanna Friske, rosyjska aktorka, piosenkarka (zm. 2015)
  - Maxence Idesheim, francuski snowboardzista
  - Andriej Miezin, białoruski hokeista, bramkarz pochodzenia rosyjskiego
  - Andrejs Štolcers, łotewski piłkarz
- 1975:
  - Amara, indonezyjska piosenkarka, aktorka
  - Javier Delgado, urugwajski piłkarz
  - Claire Keim, francuska aktorka, piosenkarka
  - Azem Maksutaj,szwajcarski zawodnik i trener sportów walki pochodzenia kosowskiego
  - Tomasz Moskal, polski piłkarz
  - Kim Tiilikainen, fiński tenisista, trener
  - Ole Tobiasen, duński piłkarz
- 1976:
  - Talal El Karkouri, marokański piłkarz
  - Siergiej Kazakow, rosyjski bokser
  - David Kennedy, amerykański gitarzysta, autor tekstów, członek zespołów: Box Car Racer, Hazen Street i Angels & Airwaves
  - Grettell Valdéz, meksykańska aktorka
  - Odile Vuillemin, francuska aktorka
- 1977:
  - Christian Abbiati, włoski piłkarz, bramkarz
  - Maciej Jachowski, polski aktor, wokalista
  - David Kannemeyer, południowoafrykański piłkarz
  - Julija Lachowa, rosyjska lekkoatletka, skoczkini wzwyż
  - Liu Xianying, chińska biathlonistka
  - Salima Safar, tunezyjska tenisistka
  - Paolo Tiralongo, włoski kolarz szosowy
  - Milo Ventimiglia, amerykański aktor pochodzenia włosko-indyjskiego
- 1978:
  - Sylwia Bukowicka, polska wspinaczka, podróżniczka
  - Robert Burneika, litewski kulturysta, zawodnik MMA
  - Agata Kryska-Ziętek, polska aktorka niezawodowa
  - Urmas Rooba, estoński piłkarz
- 1979:
  - Adelinde Cornelissen, holenderska jeźdźczyni sportowa
  - Olesia Forszewa, rosyjska lekkoatletka, sprinterka
  - Aneta Heliniak, polska lekkoatletka, tyczkarka
  - Melissa Renée Martin, amerykańska aktorka
  - Mat McBriar, australijski futbolista
  - Alejandro Moreno, wenezuelski piłkarz
  - Noora Noor, norweska wokalistka soulowa pochodzenia somalijskiego
- 1980:
  - Ałeksandar Dimitrowski, macedoński koszykarz
  - Mariusz Fyrstenberg, polski tenisista
  - Robbie Keane, irlandzki piłkarz
  - Noraldo Palacios, kolumbijski lekkoatleta, oszczepnik
  - Muhammad Ridwan, indonezyjski piłkarz
  - Yang Tae-young, południowokoreański gimnastyk
- 1981:
  - Ashley Blue, amerykańska aktorka pornograficzna
  - Shalane Flanagan, amerykańska lekkoatletka, biegaczka długodystansowa
  - Andy Gillet, francuski aktor, model
  - Lance Gross, amerykański aktor, producent filmowy, model, fotograf
  - Kwak Tae-hwi, południowokoreański piłkarz
  - Anastasija Myskina, rosyjska tenisistka
- 1982:
  - Sophia Bush, amerykańska aktorka
  - Tomasz Gapiński, polski żużlowiec
  - Zbigniew Kubalańca, polski samorządowiec, wicemarszałek województwa opolskiego
  - Ieva Kubliņa, łotewska koszykarka
  - Kasia Kurzawska, polska piosenkarka
  - Hakim Warrick, amerykański koszykarz
- 1983:
  - Jon Jönsson, szwedzki piłkarz
  - Éric Matoukou, kameruński piłkarz
  - Antonio Mirante, włoski piłkarz, bramkarz
  - Yoselin Rojas, wenezuelska zapaśniczka
  - Ramazan Şahin, turecki zapaśnik
- 1984:
  - Alexis Dziena, amerykańska aktorka pochodzenia polsko-włosko-irlandzkiego
  - Ignacio González, meksykański piłkarz
  - Jurij Hładyr, ukraiński siatkarz
  - Hwang Ji-man, południowokoreański badmintonista
  - Daniella Sarahyba, brazylijska modelka pochodzenia libańsko-hiszpańskiego
  - Leonid (Sołdatow), rosyjski biskup prawosławny
- 1985:
  - Romuald Boco, beniński piłkarz
  - Jamie Cook, brytyjski gitarzysta, członek zespołu Arctic Monkeys
  - Aziz Haydarov, uzbecki piłkarz
  - Natasha Lacy, amerykańska koszykarka
  - Julio Enrique Martínez, salwadorski piłkarz
  - Natəvan Qasımova, azerska siatkarka
  - Anna Smołowik, polska aktorka
  - Darangelys Yantín, portorykańska siatkarka
- 1986:
  - Kaiane Aldorino, gibraltarska specjalistka do spraw zasobów ludzkich, amatorska tancerka, zdobywczyni tytułu Miss World
  - Juliane Döll, niemiecka biathlonistka
  - Kenza Farah, francuska piosenkarka pochodzenia algierskiego
  - Susan Krumins, holenderska lekkoatletka, biegaczka średnio- i długodystansowa
- 1987:
  - Josh Harrison, amerykański baseballista
  - Tamari Miyashiro, amerykańska siatkarka
  - Juan Carlos Paredes, ekwadorski piłkarz
  - Mariela Quesada, kostarykańska siatkarka
  - Włada Roslakowa, rosyjska modelka
- 1988:
  - Karina Bosak, polska prawniczka, posłanka na Sejm RP
  - Jordan Burroughs, amerykański zapaśnik
  - Luisa Casillo, włoska siatkarka
  - Jernail Hayes, amerykańska lekkoatletka, płotkarka i sprinterka
  - Veronika Hudima, francuska siatkarka
  - Miki Roqué, hiszpański piłkarz (zm. 2012)
- 1989:
  - Jarden Dżerbi, izraelska judoczka
  - Marcin Kiełpiński, polski futsalista
  - Lesyanís Mayor, kubańska lekkoatletka, skoczkini wzwyż
- 1990:
  - Michael Cichy, amerykańsko-polski hokeista
  - Wilson Eduardo, portugalsko-angolski piłkarz
  - Kermit Erasmus, południowoafrykański piłkarz
  - Pansa Hemviboon, tajski piłkarz
  - Berit Kauffeldt, niemiecka siatkarka
  - Karolina Kędzia, polska lekkoatletka, wieloboistka
  - Alexandru Maxim, rumuński piłkarz
  - Kevin Trapp, niemiecki piłkarz, bramkarz
- 1991:
  - Emilio Córdova, peruwiański szachista
  - Virgil van Dijk, holenderski piłkarz pochodzenia surinamskiego
  - Shante Evans, amerykańska koszykarka
- 1992:
  - Sky Ferreira, amerykańska piosenkarka, autorka tekstów, modelka, aktorka
  - Jasmin Glaesser, kanadyjska kolarka szosowa i torowa
  - Hallur Hansson, farerski piłkarz
  - Sandi Morris, amerykańska lekkoatletka, tyczkarka
  - Iwan Ordeć, ukraiński piłkarz
  - Son Heung-min, południowokoreański piłkarz
  - Yano, angolski piłkarz
- 1993:
  - Angelica Bengtsson, szwedzka lekkoatletka, tyczkarka
  - Grant Jerrett, amerykański koszykarz
  - Ergys Kaçe, albański piłkarz
  - Aimee Kelly, brytyjska aktorka
  - Brianna Kiesel, amerykańska koszykarka
- 1994:
  - Jordan Adams, amerykański koszykarz
  - Buse Arıkazan, turecka lekkoatletka, tyczkarka
  - Aleksandra Jabłońska, polska judoczka
  - Alejandra Ortega, meksykańska lekkoatletka, chodziarka
  - Ruben Schott, niemiecki siatkarz
  - Martyna Swatowska-Wenglarczyk, polska szpadzistka
- 1995:
  - Marc Cardona, hiszpański piłkarz
  - Sofi Flinck, szwedzka lekkoatletka, oszczepniczka
  - Ryan Hedges, walijski piłkarz
  - Elvir Koljić, bośniacki piłkarz
  - Luizinho da Silva, gwineo-bissauski piłkarz
- 1996:
  - Karina Ibragimowa, kazachska pięściarka
  - Magomedrasul Idrisov, rosyjski zapaśnik pochodzenia dagestańskiego
  - Witalij Lalka, ukraiński hokeista
  - Angela Lee, kanadyjsko-amerykańska zawodniczka MMA pochodzenia koreańsko-chińskiego
- 1997:
  - David Brooks, walijski piłkarz
  - Alexandru Cicâldău, rumuński piłkarz
  - Jochem Dobber, holenderski lekkoatleta, sprinter
  - Rico Henry, angielski piłkarz
  - Ty Jerome, amerykański koszykarz
  - Anastasija Komardina, rosyjska tenisistka
  - Jani Korpela, fiński futsalista
- 1998:
  - Jakara Anthony, australijska narciarka dowolna
  - Maya Hawke, amerykańska modelka, aktorka
  - Yann Karamoh, francuski piłkarz pochodzenia iworyjskiego
  - Sara Lindborg, szwedzka zapaśniczka
  - Jaden Smith, amerykański aktor, tancerz, raper, piosenkarz
- 1999:
  - Viktor Brandt, szwedzki biathlonista
  - Lexy Chaplin, polska youtuberka, influencerka, freak fighterka pochodzenia amerykańskiego
  - Ashton Hagans, amerykański koszykarz
  - McCartney Kessler, amerykańska tenisistka
  - Hanah Lahe, estońska polityk
  - İpek Öz, turecka tenisistka
  - Luciano Palonsky, argentyński siatkarz
  - Nadir Rüstamli, azerski piosenkarz
- 2000:
  - Nicole Kozlova, ukraińska piłkarka
  - Rin Miyaji, japońska zapaśniczka
  - Wang Ruidong, chiński kolarz szosowy
- 2001:
  - Szymon Czyż, polski piłkarz
  - Riele Downs, kanadyjska aktorka pochodzenia jamajskiego
  - Evelyn Walsh, kanadyjska łyżwiarka figurowa
- 2002 – Marino Hinestroza, kolumbijski piłkarz
- 2003 – Giovanni Mpetshi Perricard, francuski tenisista
- 2004 – Sergio Sibrián, salwadorski piłkarz, bramkarz
- 2008 – Ako Yumigeta, japońska piosenkarka

## Zmarli
- 810 – Pepin Longobardzki, król Longobardii (ur. 773)
- 903 – Grymbald, angielski benedyktyn, święty (ur. ok. 827)
- 975 – Edgar Spokojny, król Anglii (ur. 943)
- 1112 (lub 1113) – Zbigniew, książę Polski (ur. po 1070)
- 1115 – Piotr z Amiens, francuski zakonnik, kaznodzieja, organizator i przywódca I wyprawy ludowej (ur. 1050)
- 1153 – Eugeniusz III, papież (ur. ?)
- 1184 – Otton I, margrabia Brandenburgii (ur. ok. 1130)
- 1186 – Pietro dell’Isola, włoski benedyktyn (ur. ?)
- 1253 – Tybald IV, hrabia Szampanii, król Nawarry (ur. 1201)
- 1261 – Adolf IV, hrabia Holsztynu (ur. przed 1205)
- 1273 – (lub 6 lipca) Anno von Sangershausen, wielki mistrz zakonu krzyżackiego (ur. ?)
- 1405 – Marco Solari, włoski architekt, rzeźbiarz (ur. ok. 1355)
- 1415 – Jean Flandrin, francuski kardynał (ur. ?)
- 1422 – Michalina Walezjuszka, księżniczka francuska, księżna Burgundii (ur. 1395)
- 1496 – Benedetto Bonfigli, włoski malarz (ur. ok. 1420)
- 1521 – Jorge Álvares, portugalski żeglarz (ur. ?)
- 1538 – Diego de Almagro, hiszpański konkwistador (ur. 1475)
- 1548 – Mikołaj Russocki, polski szlachcic, polityk, kasztelan biechowski (ur. 1491)
- 1559 – Mikołaj Mleczko z Wieliczki, polski profesor medycyny, rektor Akademii Krakowskiej, kanonik pułtuski, scholastyk kielecki (ur. ok. 1490)
- 1576 – Gian Lorenzo Pappacoda, włoski arystokrata, starosta Bari, dworzanin i morderca królowej Bony (ur. ?)
- 1583 – Fernão Mendes Pinto, portugalski podróżnik (ur. ok. 1509)
- 1586 – Masakatsu Hachisuka, japoński samuraj (ur. 1526)
- 1589 – Ludolph Schrader, niemiecki prawnik, wykładowca akademicki (ur. 1531)
- 1597 – Luís Fróis, portugalski jezuita, misjonarz, historyk (ur. 1532)
- 1609 – Ludovico de Torres, włoski duchowny katolicki, arcybiskup Monreale, kardynał pochodzenia hiszpańskiego (ur. 1552)
- 1617 – Leonora Dori, włoska faworyta królowej francuskiej Katarzyny Medycejskiej (ur. 1571)
- 1623 – Grzegorz XV, papież (ur. 1554)
- 1638 – Daniel Sigonius, polski duchowny i teolog katolicki, rektor Akademii Krakowskiej (ur. 1563)
- 1676 – Franciszek I Rakoczy, węgierski arystokrata, elekcyjny książę Siedmiogrodu (ur. 1645)
- 1681 – Georg Neumark, niemiecki muzyk, kompozytor, autor pieśni religijnych, poeta (ur. 1621)
- 1695 – Christiaan Huygens, holenderski matematyk, fizyk, astronom, inżynier, wynalazca, wykładowca akademicki (ur. 1629)
- 1721 – Elihu Yale, amerykański filantrop (ur. 1649)
- 1726 – Antonio Maria Bononcini, włoski wiolonczelista, kompozytor (ur. 1677)
- 1738 – Jean-Pierre Niceron, francuski pisarz (ur. 1685)
- 1739 – Carlo Colonna, włoski kardynał (ur. 1665)
- 1740 – Piotr Vigne, francuski zakonnik, kaznodzieja, błogosławiony (ur. 1670)
- 1770 – Suzuki Harunobu, japoński malarz (ur. 1725)
- 1784 – Torbern Olof Bergman, szwedzki chemik, mineralog, wykładowca akademicki (ur. 1735)
- 1796 – Adam Tadeusz Naruszewicz, polski duchowny katolicki, jezuita, biskup smoleński i łucki, historyk, poeta (ur. 1733)
- 1800 – Maria Romanowa, rosyjska księżniczka (ur. 1799)
- 1803 – Francesco Casanova, włoski malarz (ur. 1727)
- 1808 – Friedrich Kasimir Medikus, niemiecki botanik, lekarz, ogrodnik (ur. 1738)
- 1809 – Johann Labes, gdański kupiec, polityk (ur. 1754)
- 1811 – Stanisław Serwacy Jełowicki, polski szlachcic, polityk (ur. 1742)
- 1822 – Percy Bysshe Shelley, brytyjski poeta, dramaturg (ur. 1792)
- 1823 – Henry Raeburn, szkocki malarz portrecista (ur. 1756)
- 1827 – Robert Surcouf, francuski korsarz, armator, handlarz niewolników (ur. 1773)
- 1839 – Milan Obrenowić, książę Serbii (ur. 1819)
- 1845 – Julia Teresa Wandalin-Mniszech, polska szlachcianka, działaczka niepodległościowa (ur. 1777)
- 1850 – Adolf Hanowerski, książę Cambridge, wicekról Hanoweru (ur. 1774)
- 1853 – Karol Fryderyk, wielki książę Saksonii-Weimar-Eisenach (ur. 1783)
- 1855:
  - Károly Brocky, węgiersko-brytyjski malarz (ur. 1807)
  - (lub 9 lipca) William Edward Parry, brytyjski żeglarz, badacz Arktyki (ur. 1790)
- 1859 – Oskar I, król Szwecji i Norwegii (ur. 1799)
- 1863 – Francis Patrick Kenrick, amerykański duchowny katolicki, biskup Filadelfii, arcybiskup metropolita Baltimore pochodzenia irlandzkiego (ur. 1796)
- 1870 – Jan David Zocher, holenderski architekt i projektant krajobrazu (ur. 1791)
- 1871 – Walenty Wierzycki, polski ziemianin, działacz społeczny, samorządowy i niepodległościowy (ur. 1807)
- 1873 – Franz Xaver Winterhalter, niemiecki malarz (ur. 1805)
- 1877 – Filippo de Angelis, włoski duchowny katolicki, arcybiskup Fermo, kardynał (ur. 1792)
- 1882 – Hablot Knight Browne, brytyjski rytownik, ilustrator (ur. 1815)
- 1884 – Georg Eberlein, niemiecki architekt, malarz (ur. 1819)
- 1889:
  - Józef Krupa, polski botanik, pedagog (ur. 1850)
  - Florian Miładowski, polski kompozytor, pianista, dyrygent, pedagog (ur. 1819)
- 1892 – Francesco Battaglini, włoski duchowny katolicki, biskup Rimini, arcybiskup Bolonii, kardynał (ur. 1823)
- 1894 – Ludwik Szaciński, polsko-norweski fotograf (ur. 1844)
- 1895 – Josef Loschmidt, austriacki fizyk, chemik, wykładowca akademicki (ur. 1821)
- 1900 – Jan Wu Wenyin, chiński męczennik i święty katolicki (ur. 1850)
- 1906 – Matías Moreno González, hiszpański malarz, rzeźbiarz, kopista i restaurator dzieł sztuki (ur. 1840)
- 1908:
  - Emil Baworowski, polski ziemianin, polityk (ur. 1864)
  - Konrad Prószyński, polski pisarz, wydawca, działacz oświatowy (ur. 1851)
- 1910:
  - Alexander Burgener, szwajcarski przewodnik górski (ur. 1845)
  - Eusebio Lillo Robles, chilijski poeta, polityk (ur. 1826)
- 1912 – Robert Barrett Browning, brytyjski malarz. rzeźbiarz (ur. 1849)
- 1913 – Louis Hémon, francuski pisarz (ur. 1880)
- 1916 – Augustin Cochin, francuski historyk, żołnierz (ur. 1876)
- 1917 – Tom Thomson, kanadyjski malarz (ur. 1877)
- 1918:
  - Wiaczesław Aleksandrowicz, rosyjski działacz partii eserowskiej, funkcjonariusz Czeki (ur. 1884)
  - Balthasar Kaltner, austriacki duchowny katolicki, biskup Gurk, arcybiskup Salzburga (ur. 1844)
- 1920 – Aleksandr Szyszkow, rosyjski rewolucjonista, działacz bolszewicki (ur. 1883)
- 1921 – Franciszek Bochynek, polski działacz komunistyczny (ur. 1890)
- 1922 – Ōgai Mori, japoński lekarz, poeta, prozaik, tłumacz (ur. 1862)
- 1923
  - Maria Lichtenegger, austriacka Służebnica Boża (ur. 1906)
  - Jan Werakso, polski porucznik piechoty (ur. 1893)
- 1925:
  - Robert Bevan, brytyjski malarz, litograf (ur. 1865)
  - (lub 7 lipca) Clarence Hudson White, amerykański fotograf (ur. 1871)
- 1927 – Max Hoffmann, niemiecki generał major (ur. 1869)
- 1929 – Jaroslav Goll, czeski poeta, historyk (ur. 1846)
- 1930:
  - Josef Felix Pompeckj, niemiecki geolog, paleontolog, wykładowca akademicki, muzealnik (ur. 1867)
  - Joseph Ward, nowozelandzki polityk, premier Nowej Zelandii (ur. 1856)
- 1931 – Nikon z Optiny, rosyjski święty mnich prawosławny (ur. 1888)
- 1932:
  - Lipót Baumhorn, węgierski architekt pochodzenia żydowskiego (ur. 1860)
  - Aleksandr Grin, rosyjski pisarz pochodzenia polskiego (ur. 1880)
- 1933:
  - Anthony Hope, brytyjski pisarz (ur. 1863)
  - Arthur Kingsley Porter, amerykański historyk sztuki, pisarz i archeolog (ur. 1929)
- 1934 – Benjamin Baillaud, francuski astronom (ur. 1848)
- 1935 – Lazër Mjeda, albański duchowny katolicki, arcybiskup Szkodry, prymas Albanii (ur. 1869)
- 1937 – Józef Ujejski, polski historyk literatury (ur. 1883)
- 1938 – Eric Mjöberg, szwedzki zoolog, etnograf (ur. 1882)
- 1939 – Havelock Ellis, brytyjski psycholog, seksuolog, reformator społeczny (ur. 1859)
- 1940 – Grażyna Kierszniewska, polska harcerka (ur. 1924)
- 1941:
  - Tadeusz Arentowicz, polski major pilot (ur. 1909)
  - Philippe Gaubert, francuski kompozytor, flecista, dyrygent (ur. 1879)
  - Franciszek Piltz, polski działacz komunistyczny, filozof, publicysta (ur. 1895)
  - Mojżesz Schorr, polski rabin, orientalista, polityk, senator RP (ur. 1874)
  - Antoni Staniewicz, polski ziemianin, działacz socjalistyczny i społeczny (ur. 1882)
  - Kazimierz Światopełk-Mirski, polski ziemianin, polityk, poseł na Sejm RP (ur. 1891)
- 1942:
  - Adolf Rafał Bniński, polski ziemianin, działacz państwowy i konspiracyjny, polityk, wojewoda poznański i poseł na Sejm RP (ur. 1884)
  - Władysław Fronczek, polski działacz komunistyczny i związkowy (ur. 1891)
  - Branko Jungić, Serb, ofiara chorwackiego ludobójstwa (ur. ok. 1920)
  - Stefan Łukowicz, polski major, szef sztabu Komendy Okręgu Poznań ZWZ (ur. 1894)
  - Refik Saydam, turecki lekarz, polityk, premier Turcji (ur. 1881)
  - Josef Zmek, czechosłowacki generał brygady (ur. 1889)
- 1943:
  - Jean Moulin, francuski przywódca ruchu oporu (ur. 1899)
  - Justinas Staugaitis, litewski duchowny katolicki, biskup telszański, polityk (ur. 1866)
- 1944:
  - Anatolij Kononow, radziecki kontradmirał (ur. 1856)
  - Tadeusz Westfal, polski podporucznik pilot, żołnierz ZWZ-AK (ur. 1915)
- 1945:
  - Eugeniusz Oksanicz, polski kapitan (ur. 1911)
  - Józef Ozimiński, polski skrzypek, kompozytor, pedagog (ur. 1874)
- 1946:
  - Aleksandr Aleksandrow, radziecki generał major, kompozytor (ur. 1883)
- 1947 – Leon Schmidt-Borudzki, polski podpułkownik saperów inżynier (ur. 1892)
- 1948:
  - George Mehnert, amerykański zapaśnik (ur. 1881)
  - Antoni Wodyński, polski oficer AK i WiN (ur. 1924)
- 1949:
  - Zdzisław Eichler, polski malarz (ur. 1883)
  - Hugh Allen Meade, amerykański polityk (ur. 1907)
  - Riccardo Pick-Mangiagalli, włoski kompozytor, pianista (ur. 1882)
  - Antun Sa’ada, syryjski i libański polityk (ur. 1904)
- 1950 – Othmar Spann, austriacki filozof, socjolog, ekonomista, wykładowca akademicki (ur. 1878)
- 1951:
  - Willy Gervin, duński kolarz torowy (ur. 1903)
  - Wasilij Riazanow, radziecki generał porucznik lotnictwa (ur. 1901)
- 1952 – Charlie Merz, amerykański kierowca wyścigowy, inżynier, wynalazca, oficer (ur. 1888)
- 1953
  - Zygmunt Jundziłł, polski prawnik, adwokat, polityk, senator RP (ur. 1880)
  - Stanisław Scheuring, polski major piechoty, prawnik, sędzia (ur. 1894)
- 1954:
  - George Gardner, irlandzki bokser (ur. 1877)
  - Jerzy Morzycki, polski bakteriolog, epidemiolog, wykładowca akademicki (ur. 1905)
  - Aleksander Semkowicz, polski bibliograf, introligator, muzealnik, polityk, senator RP (ur. 1885)
- 1956 – Giovanni Papini, włoski dziennikarz, eseista, krytyk literacki, poeta, nowelista (ur. 1881)
- 1957 – Grace Coolidge, amerykańska druga i pierwsza dama (ur. 1879)
- 1958 – Stefan Sroka, polski starszy sierżant, działacz niepodległościowy (ur. 1897)
- 1960 – Werner Meyer-Eppler, niemiecki elektroakustyk, prekursor muzyki elektronicznej (ur. 1913)
- 1963 – Zofia Marcinkowska, polska aktorka (ur. 1940)
- 1964:
  - Marian Kozielewski, polski oficer policji (ur. 1897)
  - Roman Pająk, polski malarz (ur. 1891)
- 1965:
  - Marian Dederko, polski fotografik (ur. 1880)
  - Karol Niemira, polski duchowny katolicki, biskup pomocniczy piński (ur. 1881)
- 1967:
  - Johan Kempe, szwedzki tenisista (ur. 1884)
  - Vivien Leigh, brytyjska aktorka (ur. 1913)
- 1968:
  - Désiré Mérchez, francuski pływak (ur. 1882)
  - Xawery Pusłowski, polski poeta, tłumacz, kolekcjoner, dyplomata (ur. 1875)
- 1969:
  - Bolesław Jan Czedekowski, polski malarz (ur. 1885)
  - Filip Oktiabrski, radziecki admirał (ur. 1899)
  - Gladys Swarthout, amerykańska śpiewaczka operowa, aktorka (ur. 1900)
- 1970 – Vladimír Kajdoš, czeski generał (ur. 1893)
- 1971 – Charlie Shavers, amerykański trębacz jazzowy, kompozytor, aranżer (ur. 1920)
- 1972 – Ghassan Kanafani, palestyński pisarz (ur. 1936)
- 1973:
  - Arthur Calwell, australijski polityk (ur. 1896)
  - Harry Edward, brytyjski lekkoatleta, sprinter (ur. 1898)
- 1974:
  - Margaret Furse, brytyjska kostiumografka (ur. 1911)
  - Louis Rigal, francuski kierowca wyścigowy (ur. 1887)
- 1975:
  - Georg N. Koskinas, grecki neurolog, neuroanatom, psychiatra (ur. 1885)
  - Lennart Skoglund, szwedzki piłkarz (ur. 1929)
- 1977 – Aleksy Bień, polski działacz socjalistyczny, samorządowiec, polityk, prezydent Sosnowca, poseł na Sejm RP i Sejm Ustawodawczy (ur. 1894)
- 1978 – Osman Lins, brazylijski pisarz (ur. 1924)
- 1979:
  - Nina Jankowska, polska architektka, urbanistka, aranżerka i projektantka wnętrz (ur. 1889)
  - John Reed King, amerykański prezenter telewizyjny (ur. 1914)
  - Tommaso Landolfi, włoski pisarz, tłumacz (ur. 1908)
  - Romuald Romicki, polski inżynier mechanik, konstruktor lotniczy, organizator szkoleń lotniczych (ur. 1901)
  - Shin’ichirō Tomonaga, japoński fizyk, wykładowca akademicki, laureat Nagrody Nobla (ur. 1906)
  - Michael Wilding, brytyjski aktor (ur. 1912)
  - Robert Woodward, amerykański chemik, wykładowca akademicki, laureat Nagrody Nobla (ur. 1917)
- 1981:
  - Jim Armstrong, australijski zapaśnik, rugbysta (ur. 1917)
  - János Széles, węgierski bokser (ur. 1909)
- 1982:
  - Gunnar Eriksson, szwedzki biegacz narciarski (ur. 1921)
  - Igor Guzenko, radziecki szyfrant (ur. 1919)
  - Isa Miranda, włoska aktorka (ur. 1909)
- 1984 – Brassaï, węgierski fotograf, pisarz, rysownik, reżyser, rzeźbiarz (ur. 1899)
- 1985:
  - Simon Kuznets, amerykański ekonomista, wykładowca akademicki, laureat Nagrody Banku Szwecji im. Alfreda Nobla w dziedzinie ekonomii pochodzenia polsko-żydowskiego (ur. 1901)
  - Jean-Paul Le Chamois, francuski reżyser filmowy (ur. 1909)
  - Stanisław Ludwik Jaxa-Rożen, polski pułkownik, architekt (ur. 1906)
- 1987:
  - Gerardo Diego, hiszpański poeta, historyk literatury, muzyk (ur. 1896)
  - Franjo Wölfl, chorwacki piłkarz (ur. 1918)
- 1988 – Ray Barbuti, amerykański lekkoatleta, sprinter (ur. 1905)
- 1989:
  - Roman Grudziński, polski skoczek spadochronowy (ur. 1961)
  - Jerzy Pertek, polski pisarz, teoretyk literatury, tłumacz (ur. 1920)
- 1990 – Howard Duff, amerykański aktor (ur. 1913)
- 1991 – Stefan Treugutt, polski krytyk teatralny i literacki, teatrolog, historyk literatury (ur. 1925)
- 1992:
  - Giacomo Conti, włoski bobsleista (ur. 1918)
  - Janusz Gumuliński, polski generał (ur. 1927)
  - Nikołaj Smirnow, radziecki admirał (ur. 1917)
- 1993:
  - Charles Adkins, amerykański bokser (ur. 1932)
  - (lub 9 lipca) Henry Hazlitt, amerykański dziennikarz, krytyk literacki, ekonomista, filozof (ur. 1894)
- 1994 – Kim Ir Sen, koreański polityk, prezydent Korei Północnej (ur. 1912)
- 1995:
  - Edmondo Fabbri, włoski piłkarz, trener (ur. 1921)
  - Pál Kovács, węgierski szablista (ur. 1912)
- 1996 – Luis Rodríguez, kubański bokser (ur. 1937)
- 1997:
  - Anatol Brzoza, polski ekonomista, wykładowca akademicki (ur. 1917)
  - Dick van Dijk, holenderski piłkarz (ur. 1946)
- 1998 – Lilí Álvarez, hiszpańska tenisistka, dziennikarka, pisarka (ur. 1905)
- 1999:
  - Charles Conrad, amerykański pilot wojskowy, astronauta (ur. 1930)
  - Frank Lubin, amerykański koszykarz pochodzenia litewskiego (ur. 1910)
- 2000 – FM-2030, irański pisarz, nauczyciel, transhumanista, filozof, futurolog (ur. 1930)
- 2001:
  - Ernst Baier, niemiecki łyżwiarz figurowy (ur. 1905)
  - Bill Kuhlemeier, amerykański gimnastyk (ur. 1908)
- 2003:
  - Kazimierz Sheybal, polski reżyser filmów dokumentalnych (ur. 1920)
  - Dmitrij Suchorukow, radziecki generał (ur. 1922)
- 2005:
  - Maurice Baquet, francuski aktor, wiolonczelista (ur. 1911)
  - Eugeniusz Priwieziencew, polski aktor, reżyser, scenarzysta, dramaturg pochodzenia rosyjskiego (ur. 1946)
- 2006:
  - June Allyson, amerykańska aktorka (ur. 1917)
  - Pjetër Arbnori, albański polityk, więzień sumienia (ur. 1935)
  - Juliusz Wiktor Gomulicki, polski prozaik, eseista, varsavianista (ur. 1909)
  - Dorothy Uhnak, amerykańska pisarka (ur. 1930)
- 2007 – Chandra Shekhar, indyjski polityk, premier Indii (ur. 1927)
- 2008:
  - Wieńczysław Gliński, polski aktor (ur. 1921)
  - Stanisław Głąb, polski chemik, wykładowca akademicki (ur. 1945)
  - John Templeton, amerykański finansista, filantrop (ur. 1912)
- 2011:
  - Roberts Blossom, amerykański aktor (ur. 1924)
  - Betty Ford, amerykańska druga i pierwsza dama (ur. 1918)
  - Kazimierz Łodziński, polski lekarz, chirurg, żołnierz AK (ur. 1922)
- 2012:
  - Ernest Borgnine, amerykański aktor (ur. 1917)
  - Jiří Havel, czeski ekonomista, polityk, wicepremier, eurodeputowany (ur. 1957)
  - Muhammad ibn Su’ud ibn Abd al-Aziz Al Su’ud, saudyjski książę, przedsiębiorca (ur. 1934)
- 2014:
  - Marek Michel, polski podróżnik, motocyklista (ur. 1950)
  - Ziemowit Włodarski, polski psycholog, wykładowca akademicki (ur. 1925)
- 2015:
  - Jo’asz Cidon, izraelski wojskowy, polityk (ur. 1926)
  - Jerzy Dybicki, polski torakochirurg, chirurg ogólny, pulmonolog, wykładowca akademicki (ur. 1923)
  - Andromaqi Gjergji, albańska etnolog, wykładowczyni akademicka (ur. 1928)
  - Hugo Machado, urugwajski kolarz szosowy (ur. 1923)
  - Vladimir Matijević, bośniacki piłkarz (ur. 1957)
  - Waldemar Ochnia, polski artysta kabaretowy (ur. 1952)
  - Stanisław Wójcik, polski zootechnik, wykładowca akademicki (ur. 1926)
- 2016:
  - Abdul Sattar Edhi, pakistański filantrop, aktywista społeczny, asceta (ur. 1926 lub 28)
  - Rudolf Kapera, polski trener piłkarski (ur. 1938)
  - Milan Myška, czeski historyk, wykładowca akademicki (ur. 1933)
  - Jacques Rouffio, francuski reżyser i scenarzysta filmowy (ur. 1928)
  - Artur Walasek, polski polityk, samorządowiec, wicemarszałek województwa lubelskiego (ur. 1971)
- 2017:
  - Nelsan Ellis, amerykański aktor, dramaturg (ur. 1977)
  - Elsa Martinelli, włoska aktorka, modelka (ur. 1935)
  - Seiji Yokoyama, japoński kompozytor muzyki filmowej (ur. 1935)
- 2018:
  - Tab Hunter, amerykański aktor, piosenkarz, pisarz (ur. 1931)
  - Frank Ramsey, amerykański koszykarz (ur. 1931)
  - Carlo Vanzina, włoski reżyser, scenarzysta i producent filmowy (ur. 1951)
- 2019:
  - Sarkis Howiwian, ormiański piłkarz, trener (ur. 1938)
  - Richard Lyon, amerykański wioślarz (ur. 1939)
  - Natalia Rolleczek, polska pisarka (ur. 1919)
  - Josef Schwarz, niemiecki generał Stasi (ur. 1932)
- 2020:
  - Piotr Bażowski, polski neurochirurg, wykładowca akademicki (ur. 1947)
  - Lambert Croux, belgijski prawnik, polityk, eurodeputowany (ur. 1927)
  - Amadou Gon Coulibaly, iworyjski inżynier, polityk, minister rolnictwa, premier Wybrzeża Kości Słoniowej (ur. 1959)
  - Finn Christian Jagge, norweski narciarz alpejski (ur. 1966)
  - Wayne Mixson, amerykański polityk, wicegubernator i gubernator Florydy (ur. 1922)
  - Alex Pullin, australijski snowboardzista (ur. 1987)
  - Naya Rivera, amerykańska aktorka, modelka (ur. 1987)
  - Flossie Wong-Staal, chińska wirusolog, biolog molekularna (ur. 1947)
- 2021:
  - Jan Caliński, polski trener piłkarski (ur. 1948)
  - Adrian Metcalfe, brytyjski lekkoatleta, sprinter (ur. 1942)
- 2022:
  - Shinzō Abe, japoński polityk, premier Japonii (ur. 1954)
  - George Dodo, nigeryjski duchowny katolicki, biskup Zaria (ur. 1956)
  - Luis Echeverría, meksykański prawnik, polityk, minister spraw wewnętrznych, prezydent Meksyku (ur. 1922)
  - Kazimiera Frymark-Błaszczyk, polska tkaczka, projektantka tkanin artystycznych i mody (ur. 1931)
  - Gregory Itzin, amerykański aktor (ur. 1948)
  - Angel Lagdameo, filipiński duchowny katolicki, biskup Damaguete, arcybiskup Lagdameo (ur. 1940)
  - José Eduardo dos Santos, angolski polityk, prezydent Angoli (ur. 1942)
  - Tony Sirico, amerykański aktor (ur. 1942)
  - Larry Storch, amerykański aktor (ur. 1923)
- 2023:
  - Nikołaj Alochin, białoruski szablista (ur. 1954)
  - Elkin Fernando Álvarez Botero, kolumbijski duchowny katolicki, biskup pomocniczy Medellín, biskup Santa Rosa de Osos (ur. 1968)
  - Stanisław Borzym, polski filozof, wykładowca akademicki (ur. 1939)
  - Marian Stępień, polski historyk i krytyk literatury, wykładowca akademicki (ur. 1929)
- 2024:
  - Elżbieta Bandurska-Stankiewicz, polska endokrynolog, diabetolog, internistka, wykładowczyni akademicka (ur. ?)
  - Grażyna Karolewicz, polska historyk, wykładowczyni akademicka (ur. 1931)
  - Pierre Nguyễn Soạn, wietnamski duchowny katolicki, biskup Qui Nhơn (ur. 1936)
  - Jógvan Sundstein, farerski ekonomista, polityk, premier Wysp Owczych (ur. 1933)
- 2025:
  - Władysław Bobowski, polski duchowny katolicki, biskup pomocniczy tarnowski (ur. 1932)
  - Christian Dorche, francuski kierowca rajdowy (ur. 1947)
  - Fanny Howe, amerykańska poetka, prozaiczka (ur. 1940)
  - Piotr Kowalik, polski inżynier hydrolog, profesor nauk technicznych, nauczyciel akademicki (ur. 1939)